# Cynopterinae
Cynopterinae – podrodzina ssaków z rodziny rudawkowatych (Pteropodidae).

## Rozmieszczenie geograficzne
Podrodzina obejmuje gatunki występujące w południowej i południowo-wschodniej Azji.

## Podział systematyczny
Do podrodziny należą następujące plemiona:
- Cynopterini J.E. Gray, 1866
- Balionycterini Almeida, Giannini, DeSalle & Simmmons, 2009